# 厄尔省
厄尔省（法語：Eure，法語發音：[œʁ] ⓘ）是法国诺曼底大区的一个省份，得名于厄尔河。

## 名称
厄尔（Eure）及其首府埃夫勒（Evreux） 的名字来自于当地的高卢部落（原来的意义为：“野猪的战胜者”或“红豆松的战胜者”）。

## 城市
厄尔省主要城市：
- 埃夫勒 Evreux : 51 198
- 韦尔农 Vernon : 24 056
- 卢维耶 Louviers : 18 328
- 瓦勒德勒伊 Val-de-Reuil : :13 245
- 贝尔奈 Bernay : 11 024
- 日索尔 Gisors : 10 882
- 莱桑德利 Les Andelys : 9 047
- 蓬托德梅尔 Pont-Audemer : 8 981
- 加永 Gaillon : 6 861
- 阿夫尔河畔韦尔讷伊 Verneuil-sur-Avre : 6 619